# Федеральная служба охраны Мексики
Федеральная служба охраны Мексики (El Servicio de Protección Federal de México, SPF) — гражданское учреждение общественной безопасности, выполняющее функции охране, наблюдению и безопасности людей, имущества и государственных объектов для элементов федерального государственного управления и федеральных органов законодательной и судебной власти, автономные конституционные органы и другие государственные учреждения Мексики, которые просят об этом. Это центральный орган по безопасности персонала и объектов в Мексике, а также по безопасности государственной инфраструктуры и коммуникаций.
Служба охраняет больницы, поликлиники, аптеки, иммиграционные пункты, федеральные здания и разные территории, имеющие отношение к администрации.